# Södertälje BBK dam
Södertälje BBK dam från Södertälje är den svenska basketbollklubben Södertälje BBK:s representationslag på damsidan. Före augusti 2020 så hette laget Telge Basket.
Laget blev svenska mästare 2024.
Telge Basket deltog säsongen 2011/12 i EuroCup Women och spelade mot; Dynamo GUVD från Novosibirsk i Ryssland, Beşiktaş JK från Istanbul i Turkiet och Lotto Young Cats från Belgien.

## Kända damspelare från SBBK
- Britt-Marie Andersson
- Hanna Bouldwin
- Elin Eldebrink
- Frida Eldebrink
- Cleopatra Forsman Goga
- Louice Halvarsson
- Kicki Johansson
- Ann-Marie Wikner
- Stefanie Yderström